# Nicolaes Molenaer

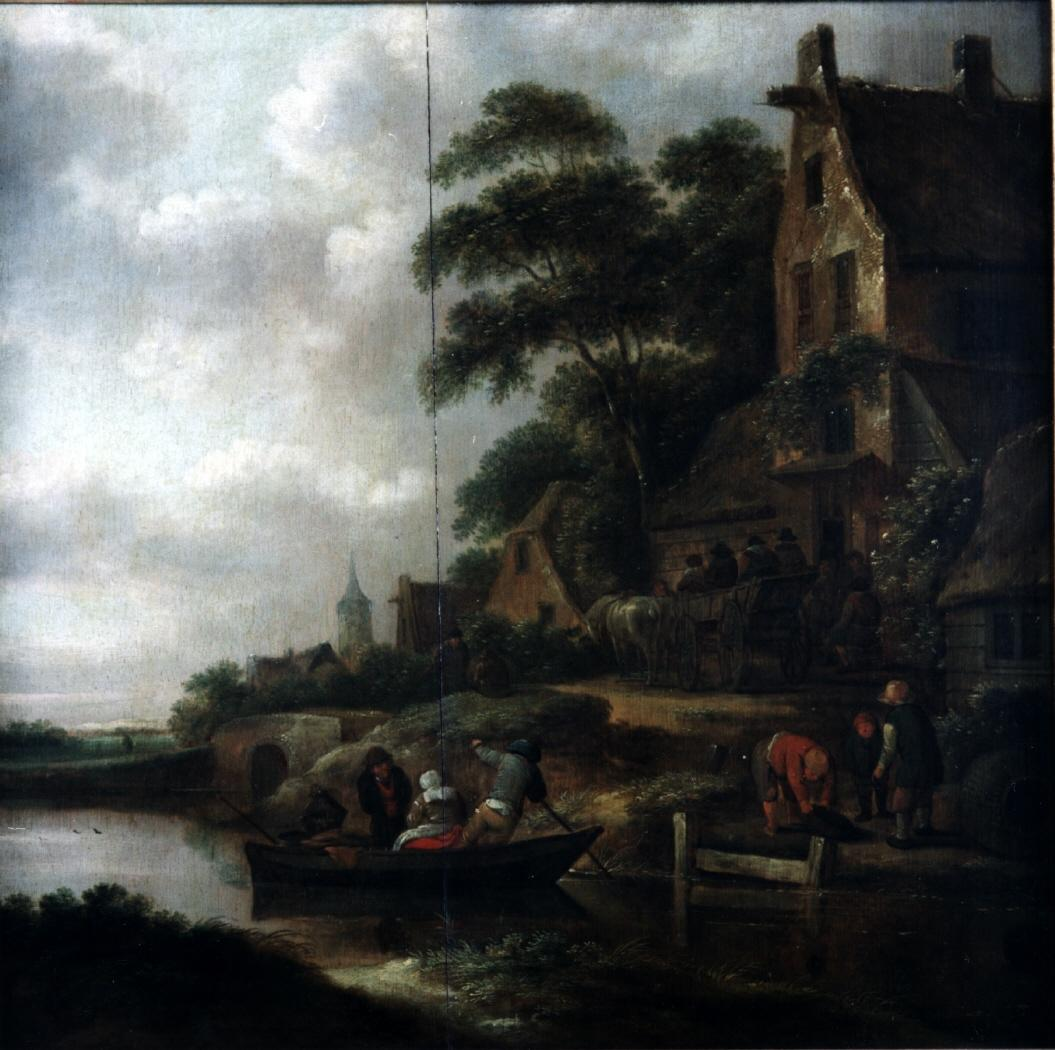
Paisaje con río y posada, óleo sobre tabla, 46 x 46,5 cm, Madrid, Museo Lázaro Galdiano.

Nicolaes Molenaer, también llamado Klaes o Claes (Haarlem, ca., 1628-1676,) fue un pintor del Siglo de oro neerlandés especializado en la pintura de paisajes invernales.
Hijo de Jan Mientsen Molenaer, fallecido en 1636, y hermano menor de los también pintores Jan Miense Molenaer y Bartholomeus Molenaer, en 1651 ingresó en el gremio de San Lucas de Haarlem, en el que permaneció inscrito hasta su muerte, ocurrida en los últimos días de 1676 pues fue enterrado el 31 de diciembre en la iglesia Grande de San Bavón en Haarlem.
En sus paisajes, con preferencia invernales y a menudo animados por ríos helados y patinadores, aunque también pintó puertos, playas y alguna escena de género, es notable la influencia de Jacob van Ruisdael. 